# ロリー松下
ロリー 松下（ロリー まつした、1983年10月19日 - ）は、フィリピンのプロボクサー。アルバイ州タバコ市出身。本名はロリー・ルナス（Rolly Lunas）。第4代PABAフライ級王者。第39代・第42代OPBF東洋太平洋バンタム級王者。第35代OPBF東洋太平洋スーパーバンタム級王者。
WBA傘下のPABAの元王者であり、WBC傘下のOPBFの2階級制覇王者でもある。2006年よりカシミボクシングジムに所属するとともにリングネームを本名から現在のものへと改めた。

## 来歴
2000年7月22日、母国フィリピンでプロデビュー。
2002年4月22日、メルビン・マグラモ（元OPBF東洋太平洋フライ級王者）を12R（フィリピンの国内タイトルマッチは12R戦制）判定の末、フィリピンGABフライ級王座を獲得。
2003年2月16日、小松則幸が持つOPBF東洋太平洋フライ級王座に大阪市中央体育館で挑戦するが、2RTKO負けを喫し、初敗戦となった。
2003年4月27日、パークアリーナ小牧で中村好伸（日本スーパーフライ級2位）と対戦。1Rに痛烈なダウンを奪うなど終始優勢に戦ったが、10R判定負で2連敗。
2003年5月29日、前戦からわずか1月でコムリット・3Kバッテリーの王座返上に伴うPABAフライ級王座決定戦をクンスック・ルークプラバート（タイ）と行い、判定の末王座獲得。ディーデン・ケンカールン（元PABAライトフライ級王者）を含む2度防衛後2004年4月に返上。
2004年5月31日、セーンヒラン・ルークバンヤイ（タイ）の持つABCOバンタム級王座に敵地バンコクで挑戦も12R判定で敗れた。
2005年2月25日、元WBO世界ライトフライ級王者マシブレレ・マケプラ（南アフリカ）の持つWBCインターネショナルスーパーフライ級王座に敵地で挑戦も12R判定で敗れた。
2005年10月29日、マイケル・ドミンゴの持つフィリピンGABバンタム級王座にマンダウエで挑戦したが12R判定で敗れた。
2006年に来日し、カシミジム所属となりリングネームを「ロリー松下」とした。
2006年7月23日、来日第1戦となるペックロンパイ・ソー・ターンティップ（タイ）戦に石川県産業展示館で出場。しかし4R負傷判定で引分となった。
2007年1月13日、元WBC世界フライ級王者でOPBF東洋太平洋バンタム級王者のマルコム・ツニャカオ（フィリピン）とOPBF東洋太平洋バンタム級タイトルマッチを後楽園ホールで行い、10R負傷判定で破り王座を獲得した。
2007年8月17日、日本バンタム級王者三谷将之を迎えての防衛戦を高砂市総合体育館で行い12RTKOで防衛に成功。
2008年1月27日、アルド・ハマー（インドネシアバンタム級王者）を石川県産業展示館で迎え撃ち、1RTKO勝ちで防衛に成功。
2008年8月2日、ガオナー・チュワタナ（タイバンタム級王者）をフィリピンセブ市で迎え撃ち、12R判定で4度目の防衛に成功。
2008年10月30日、WBA世界バンタム級王者アンセルモ・モレノ（パナマ）に敵地パナマ市で挑戦。OPBFバンタム級王座を返上し迎えた一戦だが12回0-3判定で敗れた。
2009年1月11日、OPBF東洋太平洋スーパーバンタム級王者ウェタヤ・サクムアンクラン（タイ）に石川県産業展示館で挑戦し、2-1の判定で勝利を収め、復帰戦にして新王者となり、OPBFでの2階級制覇も達成した。同じジム所属の中岸風太が当初挑戦予定だったが、怪我により1階級上げ代打での出場となっていた。
2009年6月21日、愛知県産業貿易館で行われたOPBF東洋太平洋同級12位大橋弘政を迎えての初防衛戦では、左手首の故障が序盤に悪化し、7RKO負けを喫し、王座から陥落した。
2010年11月20日、復帰戦を1RKOで勝つ。
2011年4月24日、元インドネシアバンタム級王者ラスマヌディンを5RKOで降し、OPBF東洋太平洋バンタム級9位からOPBF東洋太平洋同級2位に順位を上げた。
2011年7月31日、神戸サンボーホールで、マルコム・ツニャカオの王座返上に伴うOPBF東洋太平洋バンタム級王座決定戦をOPBF同級1位のゼロフィット・ジェロッピ端山（千里馬神戸）と行い、8RKO勝ちでジェロッピ瑞山を降し、OPBF東洋太平洋バンタム級王座を再獲得した。
2011年12月11日、石川県産業展示館で大場浩平と対戦し、11回0分15秒TKO勝ちを収め初防衛に成功した。
2012年3月18日、名古屋国際会議場で李志渙（韓国）と対戦し、1回1分30秒KO勝ちを収め2度目の防衛に成功した。
2012年9月23日、石川県産業展示館でOPBF東洋太平洋バンタム級2位船井龍一（ワタナベ）と対戦し、9回0分36秒TKO勝ちを収め、3度目の防衛に成功した。
2013年5月、OPBF東洋太平洋バンタム級王座を返上した。
2013年11月16日、ネバダ州でクリス・アバロスと対戦し、3回TKO負け。
2015年5月7日、カリフォルニア州ロサンゼルスで1年6ヶ月ぶりの復帰戦予定。

## 獲得タイトル
- フィリピンGABフライ級王座
- 第4代PABAフライ級王座（防衛2度＝返上）
- 第39代OPBF東洋太平洋バンタム級王座（防衛4＝返上）
- 第35代OPBF東洋太平洋スーパーバンタム級王座（防衛0）
- 第42代OPBF東洋太平洋バンタム級王座（防衛3度）